# Луїс Ейсагірре
Луїс Ейсагірре (ісп. Luis Eyzaguirre, нар. 22 червня 1939, Сантьяго) — чилійський футболіст, що грав на позиції захисника. Вважається одним з найкращих правих захисників в історії Чилі та Латинської Америки. Став новатором на своїй позиції, коли першим став переходити на чужу половину поля і підключатись до атак.
Виступав, зокрема, за «Універсідад де Чилі», а також національну збірну Чилі.

## Клубна кар'єра
У дорослому футболі дебютував 1958 року виступами за команду «Універсідад де Чилі», в якій провів деcять сезонів, взявши участь у 222 матчах чемпіонату. Луїс був основним правим захисником команди в період її розквіту, названого «блакитний балет». За цей час виграв з командою п'ять чемпіонгств (1959, 1962, 1964, 1965, 1967) і протягом багатьох років називався найкращим правим захисником у чилійській лізі. В 1965 році Ейсагірре отримувати ряд пошкоджень меніска, через що втратив швидкість і поступово втратив місце в основі.
Згодом протягом 1968—1971 років захищав кольори клубу «Уачіпато».
Завершив ігрову кар'єру у команді «Ферровіаріос де Чилі», за яку виступав протягом 1972—1973 років, де знову став грати з іншими партнерами про «блакитному балету» Леонелем Санчесом та Серхіо Наварро.

## Виступи за збірну
Не провівши жодного матчу у складі національної збірної Чилі, Ейсагірре взяв участь у чемпіонаті Південної Америки 1959 року в Аргентині, де і дебютував у головній команді 26 березня 1959 року в грі проти Болівії (5:2). Цей матч так і залишився єдиним на турнірі, а команда посіла 5 місце.
З наступного року став основним правим захисником Чилі і у складі збірної був учасником чемпіонату світу 1962 року у Чилі, на якому команда здобула бронзові нагороди, та чемпіонату світу 1966 року в Англії. Гра на другому з них, 13 липня 1966 року проти Італії, стала останньою для Луїса у збірній.
Загалом протягом кар'єри у національній команді, яка тривала 8 років, провів у її формі 54 матчі, 39 з яких — офіційні.
Також тренер Фернандо Рієра включив Ейсагірре до своєї збірної світу, яка зіграла зі збірною Англії на «Вемблі» 23 жовтня 1963 року в рамках святкування сторіччя з дня заснування Футбольної асоціації Англії і програла 1:2, ставши єдиним чилійським футболістом у тому матчі, вийшовши на другий тайм замість бразильця Джалма Сантуса. Участь у цій команді ФІФА принесла Ейсагірре прізвисько Фіфо (ісп. Fifo) серед чилійських уболівальників.

## Досягнення
- Чемпіон Чилі: 1959, 1962, 1964, 1965, 1967
- Бронзовий призер чемпіонату світу: 1962